# Ophiomyia alternantherae
Ophiomyia alternantherae är en tvåvingeart som beskrevs av Spencer 1963. Ophiomyia alternantherae ingår i släktet Ophiomyia och familjen minerarflugor. Inga underarter finns listade i Catalogue of Life.